# Johann Neander
Pour les articles homonymes, voir Neander.
 (octobre 2024).
La mise en forme du texte ne suit pas les recommandations de Wikipédia : il faut le « wikifier ».
Les points d'amélioration suivants sont les cas les plus fréquents. Le détail des points à revoir est peut-être précisé sur la page de discussion.
- Les titres sont pré-formatés par le logiciel. Ils ne sont ni en capitales, ni en gras.
- Le texte ne doit pas être écrit en capitales (les noms de famille non plus), ni en gras, ni en italique, ni en « petit »…
- Le gras n'est utilisé que pour surligner le titre de l'article dans l'introduction, une seule fois.
- L'italique est rarement utilisé : mots en langue étrangère, titres d'œuvres, noms de bateaux, etc.
- Les citations ne sont pas en italique mais en corps de texte normal. Elles sont entourées par des guillemets français : « et ».
- Les listes à puces sont à éviter, des paragraphes rédigés étant largement préférés. Les tableaux sont à réserver à la présentation de données structurées (résultats, etc.).
- Les appels de note de bas de page (petits chiffres en exposant, introduits par l'outil «  Source ») sont à placer entre la fin de phrase et le point final[comme ça].
- Les liens internes (vers d'autres articles de Wikipédia) sont à choisir avec parcimonie. Créez des liens vers des articles approfondissant le sujet. Les termes génériques sans rapport avec le sujet sont à éviter, ainsi que les répétitions de liens vers un même terme.
- Les liens externes sont à placer uniquement dans une section « Liens externes », à la fin de l'article. Ces liens sont à choisir avec parcimonie suivant les règles définies. Si un lien sert de source à l'article, son insertion dans le texte est à faire par les notes de bas de page.
- La présentation des références doit suivre les conventions bibliographiques. Il est recommandé d'utiliser les modèles {{Ouvrage}}, {{Chapitre}}, {{Article}}, {{Lien web}} et/ou {{Bibliographie}}. Le mode d'édition visuel peut mettre en forme automatiquement les références.
- Insérer une infobox (cadre d'informations à droite) n'est pas obligatoire pour parachever la mise en page.

Pour une aide détaillée, merci de consulter Aide:Wikification.
Si vous pensez que ces points ont été résolus, vous pouvez retirer ce bandeau et améliorer la mise en forme d'un autre article.

« Le jeune homme qui brille ici, plus beau que Phébus en personne, ne lui est inférieur ni dans l’art des plantes, ni dans celui de la lyre. Sophie l’a habité, les sœurs de Claros l’ont habité, mais il s’est voué au très grand art d’Hippocrate. Et voilà maintenant que par son chant s’élève la gloire du tabac vaporeux : tu recueilles les vertus que possède cette herbe. Que n’oses-tu, toi l’ami de la fumée ? Cette panacée ne rendra pas service à ton palais, mais à tes parties affectées (traduction par Loïc Capron) »

Johann Neander (né probablement en 1596 à Brême où il est mort vers 1630) est un médecin, historien de la médecine et poète allemand qui a enseigné à Brême et s'est fait connaître comme l'auteur de Tabacologia, le premier traité allemand sur le tabac et son usage.

## Vie
Seules quelques dates de la vie de Johann Neander sont connues : en octobre 1614, il s'inscrit au Gymnasium Illustre (de) de Brême et nomme plus tard Matthias Martinius (de), Ludwig Crocius (de) et les médecins Balthasar Reidius et Gerhard de Neufville comme professeurs. Le 16 septembre 1616, il s'inscrit pour étudier la médecine à l'Université de Leiden et en 1622, il publie pour la première fois sa monographie sur le tabac, Tabacologia avec Isaac Elsevier (de). La même année ou l'année suivante, il retourne à Brême, y exerce (peut-être aussi à la cour de l'archevêché ), probablement jusqu'à sa mort, comme médecin et fait son histoire de médecine (Antiquissimae et nobilissimae Medicinae natalitia [...] ) publiée à Brême en 1623 . En 1627, il consacre un résumé systématique des avis médicaux sur cette plante apportée d'Amérique du Nord au sassafras et son utilisation comme plante médicinale. Lors de la publication d'un recueil d'épigrammes en 1632, la biographie et l'œuvre de Johann Neander est accessible pour la dernière fois.

## LaTabacologia

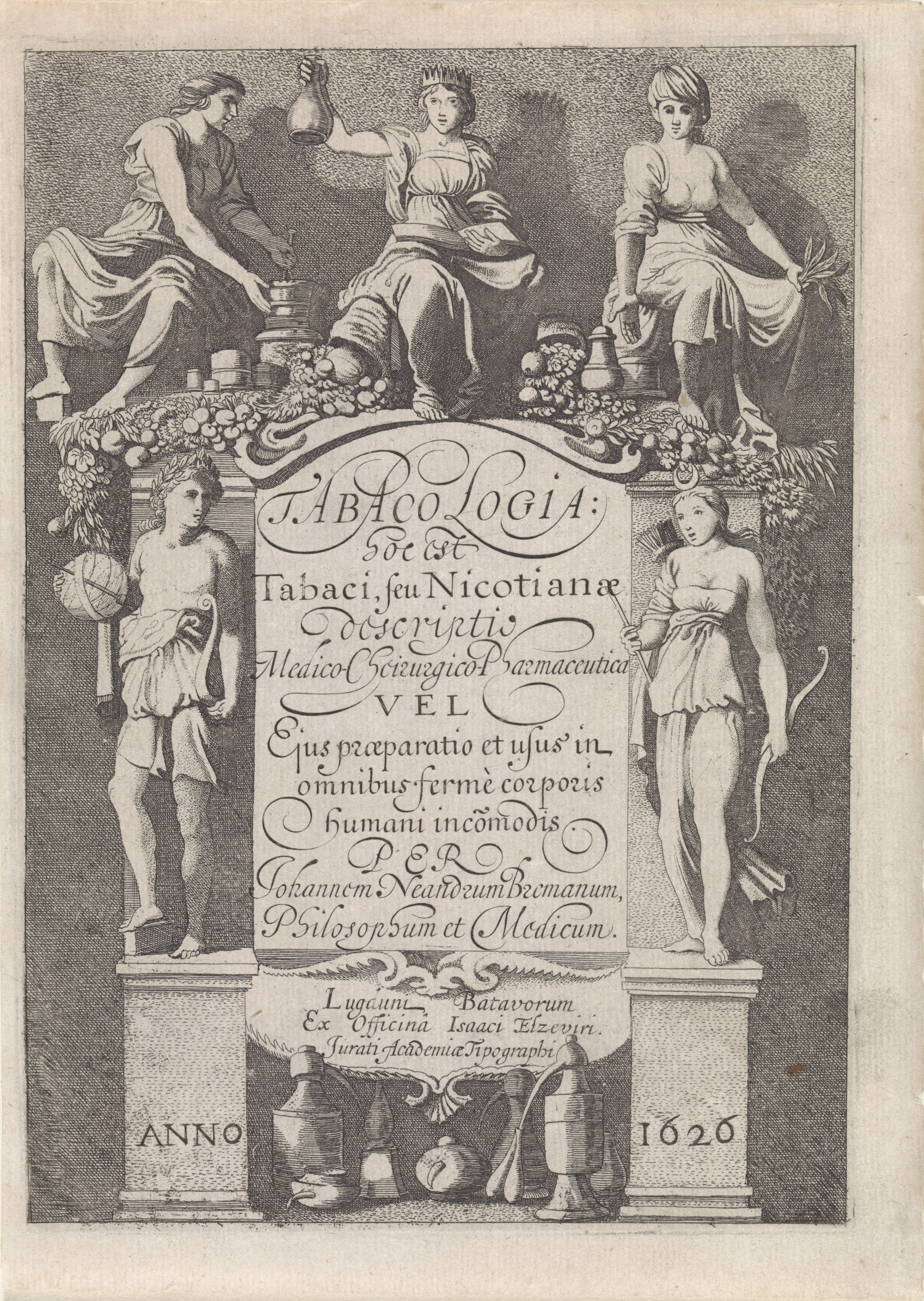
Page de titre de Tabacologia

L'ouvrage principal de Neander est la première description en langue allemande du tabac, de son extraction, de sa transformation et de son utilisation médicale et pharmaceutique. Son intérêt réside dans l'applicabilité et l'efficacité médicales plutôt que dans la substance de consommation de luxe, qui était également considérée d'un œil critique par ses contemporains.
Le tabac aide contre le rhume, les infections, les maux de tête, les vers, l'insomnie, les maux de dents, le scorbut, les calculs et les maladies rénales, le catarrhe et l'arthrite. Ici aussi, Neander résume systématiquement les avis de ses collègues spécialistes, dont certains ont été spécialement recueillis pour publication. La première édition de 1622 contient quelques gravures sur cuivre d'illustrations botaniques, de types de pipes indiennes, orientales et européennes ainsi que trois illustrations de culture et de transformation chez les Autochtones d'Amérique.
La Tabacologia reprend une epistola du professeur de dissection et de chirurgie de Université de Leyde, Adriaen van Valkenburg (Hadrianus Falckenburgius ou Falcoburgius, 1581-1650), dans laquelle sont rassemblées les idées communes et liées la théorie catarrhale de Hippocrate et Galien, qui voyaient le nez comme l'émonctoire du cerveau,,. Selon cette théorie, le cerveau accumulait la pituite (« rhume de cerveau »), qui devait être éliminée dans le nasopharynx, via des trous ou méats que différentes théorie faisaient passer par l'os sphénoïde (Galien, De usu partium Lib.9 Cap.3), l'os ethmoïde (De usu partium Lib.8 Cap.7, van Valkenburg) ou les trous déchirés antérieurs (Vésale). Inversement selon van Valkenburg, la fumée pouvait emprunter le même chemin et motiver la formation de croutes noirâtres dans le cerveau, et se « glisser dans la propre substance du cerveau ».
L’existence d'une connexion anatomique ouverte entre le cerveau et l’espace aérien nasal a été réfutée de manière définitive, à partir de 1655, par le professeur de Wittenberg, Conrad Victor Schneider dans son Osse cribriformi, & sensu ac organo odoratus de1555, et en 1660-2 et1664, dans son De catarrhis. Neander et van Valkenburg sont cité plusieurs fois par Schneider.
Jean Royer de Prade (1624-168.) produit en 1668 une tabacologie médicale cartésienne, Le Discours du tabac, qui témoigne de l'adaptation du discours relatif à la prise médicale (et autre) de tabac, qui à suivi la révolution conceptuelle du cerveau, initiée par le De catarrhis de Schneider. Il tranche en ce sens de la Tabacologia.

## Œuvre écrite
- Tabacologia: Hoc est, Tabaci, seu Nicotinae descriptio Medico-Cheirurgico-Pharmaceutica […]. Isaak Elzevier, Leiden 1622. (Auch: Leiden 1626 und Bremen 1627) doi:10.5962/bhl.title.8110. Le traité a été traduit en français chez Barthélemy Vincent en 1626 : Traité du tabac ou nicotiane, panacée, petun [3]
- Syntagma in quo antiquissimae et nobilissimae medicinae natalitia, sectae earumque placita etc. depinguntur. Addita est ejusdem De Medicina Hermetica & Paracelsica lectu haut injucunda dissertatio. Johann Wessel (I), Bremen 1623.
- Sassafrasologia: Hoc est tecmarsis nobile sassafras lignum dextrè ac feliciter. In omnibus ferme Corporis humani incommodis in usum ducendi […]. Johann Wessel (I) Erben, Bremen 1627.
- Iohannis Neandri […] Decadum annagrammatis morum praemium. Johann Wessel (I) Erben, Bremen 1632.